# Katalonien-Rundfahrt 2011
Die 91. Rad-Katalonien-Rundfahrt (offiziell: Volta Ciclista a Catalunya) fand vom 21. bis zum 27. März 2011 statt. Das Etappenrennen ist Teil der UCI World Tour 2011 und innerhalb dieser das fünfte Rennen. Die Gesamtdistanz des Rennens betrug ungefähr 1200 Kilometer.

## Die Teilnehmer
| ProTeams Quickstep Omega Pharma-Lotto Saxo Bank SunGard ag2r La Mondiale Lampre-ISD Liquigas-Cannondale | Pro Team Astana Leopard Trek Rabobank Vacansoleil-DCM Katjuscha Euskaltel-Euskadi    | Movistar Team Sky ProCycling BMC Racing Team Garmin-Cervélo HTC-Highroad Team RadioShack |
| Professional Continental Teams Caja Rural Andalucía Caja Granada Geox-TMC                               | Cofidis, le Crédit en Ligne Colombia es Pasión-Café de Colombia CCC Polsat Polkowice |                                                                                          |

Startberechtigt waren die 18 ProTeams sowie die fünf Professional Continental Teams Caja Rural, Andalucía Caja Granada und Geox-TMC aus Spanien sowie Cofidis, le Crédit en Ligne, Colombia es Pasión-Café de Colombia und CCC Polsat Polkowice, die vom Veranstalter eine Wildcard erhielten. Wegen einer Verletzung kann Vorjahressieger Joaquim Rodríguez nicht starten. Favorit auf den Sieg war damit der dreimalige Tour-de-France-Gewinner Alberto Contador. Als Konkurrenten um den Gesamtsieg wurden Cadel Evans, der zuvor Tirreno-Adriatico gewonnen hatte, Denis Menschow und Carlos Sastre von Geox-TMC und auch andere Spanier wie Haimar Zubeldia, Xavier Tondo und Igor Antón eingestuft. Chancen auf eine vordere Platzierung durften sich auch der Este Rein Taaramae von Cofidis oder der Italiener Michele Scarponi machen. Als aussichtsreichster Deutscher ging Linus Gerdemann ins Rennen.

## Die Etappen
Zur einhundertsten Austragung des drittältesten Etappenrennens des Radsports wird auf ein Zeitfahren verzichtet. Die Rundfahrt beginnt mit einem hügeligen Rundkurs in Lloret de Mar. Die zweite Etappe wartet zwar mit einem Berg der ersten Kategorie auf, doch das Finale verläuft flach. Der Königsabschnitt der „Volta“ findet am dritten Tag statt, wenn fünf Bergwertungen inklusive des Schlussanstiegs der Ehrenkategorie hinauf nach Andorra passiert werden. Die drei folgenden Etappen warten mit welligem bis hügeligem Profil auf, bevor die Katalonien-Rundfahrt mit einem Rundkurs in Barcelona endet.

### Etappenübersicht
| Etappe    | Tag      | Start–Ziel                        | km  | Typ         | Etappensieger       | Weiß-grünes Trikot |
| --------- | -------- | --------------------------------- | --- | ----------- | ------------------- | ------------------ |
| 1. Etappe | 21. März | Lloret de Mar – Lloret de Mar     | 167 | Bergetappe  | Gatis Smukulis      | Gatis Smukulis     |
| 2. Etappe | 22. März | Santa Coloma de Faners – Banyoles | 169 | Flachetappe | Alessandro Petacchi | Gatis Smukulis     |
| 3. Etappe | 23. März | La Vall d’en Bas – Vallnord       | 183 | Bergetappe  | Alberto Contador    | Alberto Contador   |
| 4. Etappe | 24. März | La Seu d’Urgell – El Vendrell     | 195 | Bergetappe  | Manuel Cardoso      | Alberto Contador   |
| 5. Etappe | 25. März | El Vendrell – Tarragona           | 205 | Bergetappe  | Samuel Dumoulin     | Alberto Contador   |
| 6. Etappe | 26. März | Tarragona – Mollet del Vallès     | 184 | Bergetappe  | José Joaquín Rojas  | Alberto Contador   |
| 7. Etappe | 27. März | Parets del Vallès – Barcelona     | 124 | Flachetappe | Samuel Dumoulin     | Alberto Contador   |

### 1. Etappe, Lloret de Mar
|    | Fahrer                 | Nation    | Team               | Zeit      |
| -- | ---------------------- | --------- | ------------------ | --------- |
| 1. | Gatis Smukulis         | Lettland  | HTC-Highroad       | 4:08:48 h |
| 2. | Alessandro Petacchi    | Italien   | Lampre-ISD         | + 0:28    |
| 3. | José Joaquín Rojas Gil | Spanien   | Movistar Team      | + 0:28    |
| 4. | Rigoberto Urán         | Kolumbien | Sky ProCycling     | + 0:28    |
| 5. | Jan Bakelants          | Belgien   | Omega Pharma-Lotto | + 0:28    |

|    | Fahrer                 | Nation    | Team               | Zeit      |
| -- | ---------------------- | --------- | ------------------ | --------- |
| 1. | Gatis Smukulis         | Lettland  | HTC-Highroad       | 4:08:48 h |
| 2. | Alessandro Petacchi    | Italien   | Lampre-ISD         | + 0:28    |
| 3. | José Joaquín Rojas Gil | Spanien   | Movistar Team      | + 0:28    |
| 4. | Rigoberto Urán         | Kolumbien | Sky ProCycling     | + 0:28    |
| 5. | Jan Bakelants          | Belgien   | Omega Pharma-Lotto | + 0:28    |

### 2. Etappe, Santa Coloma de Faners – Banyoles
|    | Fahrer                 | Nation     | Team                        | Zeit         |
| -- | ---------------------- | ---------- | --------------------------- | ------------ |
| 1. | Alessandro Petacchi    | Italien    | Lampre-ISD                  | 4:11:08 h    |
| 2. | José Joaquín Rojas Gil | Spanien    | Movistar Team               | gleiche Zeit |
| 3. | Manuel Cardoso         | Portugal   | Team RadioShack             | gleiche Zeit |
| 4. | Samuel Dumoulin        | Frankreich | Cofidis, le Crédit en Ligne | gleiche Zeit |
| 5. | Aitor Galdós           | Spanien    | Caja Rural                  | gleiche Zeit |

|    | Fahrer                 | Nation             | Team                | Zeit      |
| -- | ---------------------- | ------------------ | ------------------- | --------- |
| 1. | Gatis Smukulis         | Lettland           | HTC-Highroad        | 4:08:48 h |
| 2. | Alessandro Petacchi    | Italien            | Lampre-ISD          | + 0:28    |
| 3. | José Joaquín Rojas Gil | Spanien            | Movistar Team       | + 0:28    |
| 4. | Jan Bakelants          | Belgien            | Omega Pharma-Lotto  | + 0:28    |
| 5. | Thomas Peterson        | Vereinigte Staaten | Team Garmin-Cervélo | + 0:28    |

### 3. Etappe, La Vall d’en Bas – Andorra (Vallnord)
|    | Fahrer             | Nation             | Team                | Zeit      |
| -- | ------------------ | ------------------ | ------------------- | --------- |
| 1. | Alberto Contador   | Spanien            | Saxo Bank SunGard   | 4:45:31 h |
| 2. | Michele Scarponi   | Italien            | Lampre-ISD          | + 0:23    |
| 3. | Levi Leipheimer    | Vereinigte Staaten | Team RadioShack     | + 0:23    |
| 4. | Daniel Martin      | Irland             | Team Garmin-Cervélo | + 0:35    |
| 5. | Christopher Horner | Vereinigte Staaten | Team RadioShack     | + 0:35    |

|    | Fahrer             | Nation             | Team                | Zeit      |
| -- | ------------------ | ------------------ | ------------------- | --------- |
| 1. | Alberto Contador   | Spanien            | Saxo Bank SunGard   | 4:45:31 h |
| 2. | Levi Leipheimer    | Vereinigte Staaten | Team RadioShack     | + 0:23    |
| 3. | Michele Scarponi   | Italien            | Lampre-ISD          | + 0:23    |
| 4. | Daniel Martin      | Irland             | Team Garmin-Cervélo | + 0:35    |
| 5. | Christopher Horner | Vereinigte Staaten | Team RadioShack     | + 0:35    |

### 4. Etappe, La Seu d’Urgell – El Vendrell
|    | Fahrer                 | Nation     | Team            | Zeit         |
| -- | ---------------------- | ---------- | --------------- | ------------ |
| 1. | Manuel Cardoso         | Portugal   | Team RadioShack | 4:33:02 h    |
| 2. | Giacomo Nizzolo        | Italien    | Leopard Trek    | gleiche Zeit |
| 3. | José Joaquín Rojas Gil | Spanien    | Movistar Team   | gleiche Zeit |
| 4. | Aitor Galdós           | Spanien    | Caja Rural      | gleiche Zeit |
| 5. | František Raboň        | Tschechien | HTC-Highroad    | gleiche Zeit |

|    | Fahrer             | Nation             | Team                | Zeit      |
| -- | ------------------ | ------------------ | ------------------- | --------- |
| 1. | Alberto Contador   | Spanien            | Saxo Bank SunGard   | 4:45:31 h |
| 2. | Levi Leipheimer    | Vereinigte Staaten | Team RadioShack     | + 0:23    |
| 3. | Michele Scarponi   | Italien            | Lampre-ISD          | + 0:23    |
| 4. | Daniel Martin      | Irland             | Team Garmin-Cervélo | + 0:35    |
| 5. | Christopher Horner | Vereinigte Staaten | Team RadioShack     | + 0:35    |

### 5. Etappe, El Vendrell – Tarragona
|    | Fahrer                 | Nation     | Team                        | Zeit         |
| -- | ---------------------- | ---------- | --------------------------- | ------------ |
| 1. | Samuel Dumoulin        | Frankreich | Cofidis, le Crédit en Ligne | 4:49:00 h    |
| 2. | José Joaquín Rojas Gil | Spanien    | Movistar Team               | gleiche Zeit |
| 3. | Rubén Pérez            | Spanien    | Euskaltel-Euskadi           | gleiche Zeit |
| 4. | Aitor Galdós           | Spanien    | Caja Rural                  | gleiche Zeit |
| 5. | Michał Gołaś           | Polen      | Vacansoleil-DCM             | gleiche Zeit |

|    | Fahrer             | Nation             | Team                | Zeit      |
| -- | ------------------ | ------------------ | ------------------- | --------- |
| 1. | Alberto Contador   | Spanien            | Saxo Bank SunGard   | 4:45:31 h |
| 2. | Levi Leipheimer    | Vereinigte Staaten | Team RadioShack     | + 0:23    |
| 3. | Michele Scarponi   | Italien            | Lampre-ISD          | + 0:23    |
| 4. | Daniel Martin      | Irland             | Team Garmin-Cervélo | + 0:35    |
| 5. | Christopher Horner | Vereinigte Staaten | Team RadioShack     | + 0:35    |

### 6. Etappe, Tarragona – Mollet del Vallès
|    | Fahrer                 | Nation     | Team                        | Zeit         |
| -- | ---------------------- | ---------- | --------------------------- | ------------ |
| 1. | José Joaquín Rojas Gil | Spanien    | Movistar Team               | 04:22:19 h   |
| 2. | Manuel Cardoso         | Portugal   | Team RadioShack             | gleiche Zeit |
| 3. | Samuel Dumoulin        | Frankreich | Cofidis, le Crédit en Ligne | gleiche Zeit |
| 4. | Daniel Martin          | Irland     | Team Garmin-Cervélo         | gleiche Zeit |
| 5. | Diego Milán            | Spanien    | Caja Rural                  | gleiche Zeit |

|    | Fahrer             | Nation             | Team                | Zeit      |
| -- | ------------------ | ------------------ | ------------------- | --------- |
| 1. | Alberto Contador   | Spanien            | Saxo Bank SunGard   | 4:45:31 h |
| 2. | Levi Leipheimer    | Vereinigte Staaten | Team RadioShack     | + 0:23    |
| 3. | Michele Scarponi   | Italien            | Lampre-ISD          | + 0:23    |
| 4. | Daniel Martin      | Irland             | Team Garmin-Cervélo | + 0:35    |
| 5. | Christopher Horner | Vereinigte Staaten | Team RadioShack     | + 0:35    |

### 7. Etappe, Parets del Vallès – Barcelona
|    | Fahrer                 | Nation     | Team                        | Zeit         |
| -- | ---------------------- | ---------- | --------------------------- | ------------ |
| 1. | Samuel Dumoulin        | Frankreich | Cofidis, le Crédit en Ligne | 02:33:55 h   |
| 2. | Rigoberto Urán         | Kolumbien  | Sky ProCycling              | gleiche Zeit |
| 3. | Kenny Dehaes           | Belgien    | Omega Pharma-Lotto          | gleiche Zeit |
| 4. | José Joaquín Rojas Gil | Spanien    | Movistar Team               | gleiche Zeit |
| 5. | Manuel Cardoso         | Portugal   | Team RadioShack             | gleiche Zeit |

|    | Fahrer             | Nation             | Team                | Zeit         |
| -- | ------------------ | ------------------ | ------------------- | ------------ |
| 1. | Alberto Contador   | Spanien            | Saxo Bank SunGard   | 23:59:37 h   |
| 2. | Michele Scarponi   | Italien            | Lampre-ISD          | + 0:23       |
| 3. | Daniel Martin      | Irland             | Team Garmin-Cervélo | + 0:35       |
| 4. | Christopher Horner | Vereinigte Staaten | Team RadioShack     | gleiche Zeit |
| 5. | Rigoberto Urán     | Kolumbien          | Sky ProCycling      | + 0:38       |

### Wertungen im Tourverlauf
Die Tabelle zeigt den Führenden in der jeweiligen Wertung nach der jeweiligen Etappe an.
| Etappe | Gesamtwertung    | Sprintwertung | Bergwertung      | Wertung der katalanischen Fahrer | Teamwertung     |
| ------ | ---------------- | ------------- | ---------------- | -------------------------------- | --------------- |
| 1      | Gatis Smukulis   | Ben Gastauer  | Gatis Smukulis   | Josep Jufré                      | HTC-Highroad    |
| 2      | Gatis Smukulis   | Rubén Pérez   | Julián Sánchez   | Josep Jufré                      | HTC-Highroad    |
| 3      | Alberto Contador | Rubén Pérez   | Alberto Contador | Xavier Tondo                     | Team RadioShack |
| 4      | Alberto Contador | Rubén Pérez   | Alberto Contador | Xavier Tondo                     | Team RadioShack |
| 5      | Alberto Contador | Rubén Pérez   | Nairo Quintana   | Xavier Tondo                     | Team RadioShack |
| 6      | Alberto Contador | Rubén Pérez   | Nairo Quintana   | Xavier Tondo                     | Team RadioShack |
| 7      | Alberto Contador | Rubén Pérez   | Nairo Quintana   | Xavier Tondo                     | Team RadioShack |

## Endstand
Alberto Contador konnte seine zweite Rundfahrt im Jahr 2011 nach der Murcia-Rundfahrt gewinnen, wurde aber nachträglich wegen Doping disqualifiziert. Auf der Königsetappe nach Andorra sicherte sich das grün-weiße Trikot des Gesamtführenden, das er nicht mehr abgab. Die anderen Etappen wurden durch Sprints einer großen Gruppe entschieden, hier war Samuel Dumoulin mit zwei Tagessiegen erfolgreich. Auch José Joaquín Rojas fuhr konstant vordere Etappenränge heraus.